# Vliegtuigcrash te Aarsele
De vliegtuigcrash te Aarsele is een vliegtuigongeval in België dat plaatsvond op zaterdag 2 oktober 1971. Bij de ramp kwamen alle 63 inzittenden om het leven.

## Feiten
Om 09:34 uur GMT steeg de internationale lijnvlucht BEA 706 op vanaf de luchthaven London Heathrow (Verenigd Koninkrijk) met bestemming Salzburg (Oostenrijk). Het toestel, een Vickers-Vanguard, type 951, geregistreerd onder het nummer G-APEC en in 1959 gebouwd door Vickers-Armstrongs (Aircraft) Ltd uit het Verenigd Koninkrijk, was sinds 1961 in dienst bij de luchtvaartmaatschappij British European Airways (BEA).
Na een ogenschijnlijk normaal verloop van het eerste deel van de vlucht bevond het toestel zich boven de provincie West-Vlaanderen (België) op een hoogte van ongeveer 5800 meter toen om 10:09:46 uur GMT de piloot een noodoproep uitzond. Het noodsignaal "Mayday" werd meerdere malen herhaald en werd opgevangen door de toenmalige luchthaven Brussel. Om 10:10:40 uur, 54 seconden na de eerste oproep, stortte het vliegtuig neer.
De 63 inzittenden (acht bemanningsleden en 55 passagiers, bestaande uit 37 Britten, acht Oostenrijkers, zes Amerikanen en vier Japanners) kwamen om het leven. Meer dan de helft onder hen kon niet meer worden geïdentificeerd. Een toevallig voorbijrijdende autobestuurder liep verwondingen op door glassplinters (voorruit gebarsten door rondvliegende brokstukken).
De ravage op de grond was enorm. De impact van het toestel had een krater van zes meter diep geslagen. Binnen een straal van 300 meter rond het inslagpunt lagen brokstukken verspreid.
Sommige onderdelen van het toestel werden kilometers verder teruggevonden. Onder andere kleinere stukken van de staartvlakken en de romp werden teruggevonden op de begraafplaats van Aarsele.
Ooggetuigen verklaarden twee ontploffingen te hebben gehoord alvorens het vliegtuig te pletter stortte. De nog aanwezige brandstof veroorzaakte een hevige brand.
Het toestel kwam terecht in een weide te Aarsele (grensscheiding Oost- en West-Vlaanderen, nu deelgemeente van Tielt) op amper 50 meter van de weg Deinze-Tielt (N35) in de onmiddellijke omgeving van café De Steenoven.

## Oorzaak
Uit navolgend onderzoek bleek dat de ramp te wijten was aan het openscheuren van het achterste drukschot van het vliegtuig, wat het verlies van beide horizontale staartvlakken veroorzaakte. Hierdoor kwam het toestel in een praktisch verticale duikvlucht terecht, waarna de piloot de volledige controle over het toestel kwijtraakte. Het openscheuren van het achterste drukschot was het gevolg van corrosie. Later bleek dat acht andere toestellen van hetzelfde type identieke problemen vertoonden.

## Varia
37 slachtoffers van deze ramp liggen begraven op de begraafplaats van Aarsele. Ter nagedachtenis van deze slachtoffers werd op de begraafplaats een gedenkmonument opgericht.
Het toestel had een totaal van 21.683 vlieguren en 17.261 vluchten.
Speculaties over mogelijke sabotage werden resoluut van de hand gewezen. Deze waren ontstaan naar aanleiding van het feit dat British European Airways vliegtuigen van het type Vanguard, die plaats boden aan 140 passagiers, inzette op de lijn naar de Noord-Ierse hoofdstad Belfast. BEA vermeldde met zekerheid dat het verongelukte toestel al meer dan 48 uur niet meer op die route had gevlogen en bovendien grondig was gecontroleerd.
Dit was op een na de ergste vliegramp uit de Belgische geschiedenis. Op 15 februari 1961 stortte een Boeing 707 van Sabena neer tijdens een vlucht van New York naar Brussel te Berg-Kampenhout. 73 mensen lieten hierbij het leven (zie Sabena-vlucht 548).